# Tavakul Karman
Tawakkol Abdel-Salam Karman (arabsko توكل عبد السلام خالد كرمان Tawakkul 'Abd nas-Salām Karmān; tudi Tawakul, Tawakel), jemenska novinarka, publicistka in aktivistka za človekove pravice, * 7. februar 1979.
Vodi skupino "Ženske novinarke brez okov," ki jo je soustanovila leta 2005. Velja za eno pomembnejših mednarodnih javnih osebnosti Arabske pomladne vstaje. Je soprejemnica Nobelove nagrade za mir v letu 2011.
Karman je pridobila političen ugled v svoji državi po letu 2005. Njeno prizadevanje za svobodo tiska in uporabo mobilnih naprav in novih tehnologij za organiziranje protestov in drugih aktivnosti je tudi po maju 2007 ostalo pomembno družbeno delovanje za tedanjo politiko, ki doživlja Arabsko pomlad. Pri tem se glasno prizadeva za konec režima tedanjega predsednika Jemna.
Njeno delovanje kot pomembna osebnost mnogih političnih dejavnosti je tako predmet različnih kontroveznih afer. Tako je WikiLeaks pokazal, da je skrito pred javnostjo iskala podporo med svojimi nasprotniki, pridobila turško državljanstvo, med javnim karanje Savdske Arabije se je bila tajno dogovarjala za sestanke z Savdijci za njihovo podporo pri nadaljnjem delu. Njeno odločno prizadevanje za pravico do izražanja, pravico novinarske svobode in odločno javno delovanje je bilo pomemben del njenega političnega udejstvovanja.